# Padlá žena

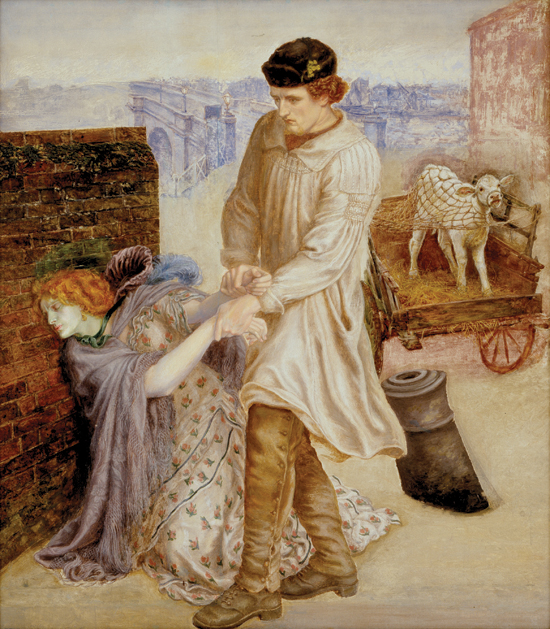
Dante Gabriel Rossetti – Nalezená (olej, nedokončeno). Scéna se odehrává za ranního světla, kdy muž, který v den trhu přiváží do Londýna tele, narazí na ženu zhroucenou u silnice, jejíž tvář je zelená nemocí. Když jí jde na pomoc, poznává v ní svou dřívější (a šťastnější) lásku ze vsi. Obraz je jediným Rossettiho olejovým zpracováním soudobého morálního tématu, městské prostituce.

Padlá žena je zastaralý termín, který se používal pro označení ženy, která „ztratila svou nevinnost” a odpadla od Boží milosti. Až do konce 20. století se o mladé ženě, která přišla o panenství, aniž by se vdala, a tím se odchýlila od převládajících morálních norem, mluvilo jako o padlé ženě. Užívání termínu pramenilo z přesvědčení, že má-li být sexualita ženy společensky a morálně přijatelná, měla by být zcela omezena na manželství, a měla by být pod dohledem a v péči autoritativního muže. Tento termín se používal v době, kdy společnost nabízela ženám jen málo příležitostí k uplatnění v době krize nebo strádání. Často byl tento termín konkrétněji spojován s prostitucí, která byla považována za příčinu i důsledek „pádu“ ženy. Ve 21. století je tento termín považován za anachronický, ačkoli má značný význam ve společenských dějinách a objevuje se v mnoha literárních dílech.

## Společenská situace
Pojem „padlý“ nejčastěji spojoval se sexuálními „zkušenostmi“, zejména u žen v době, kdy se trvalo na společenské hodnotě jejich sexuální nezkušenosti. Když se termín zúžil na označení jakékoli společensky nepovolené sexuální aktivity, včetně předmanželského nebo mimomanželského sexu, ať už byl iniciován ženou, nebo ne, pokrýval různé důvody takového „upadnutí“ do Boží a společenské přízně. „Padlá žena“ byl tedy zastřešující termín, který se používal pro různé ženy v různých situacích – mohla to být žena, která měla jednou nebo častěji sex mimo manželství; žena z nižší socioekonomické třídy; žena, která byla znásilněna nebo sexuálně donucena mužským agresorem; žena s pošramocenou pověstí; nebo prostitutka. Pro mnoho žen byla realita taková, že prostituce byla jediným způsobem jak vydělat peníze v těžké ekonomické situaci.
V některých případech mohla být žena považována za padlou jen proto, že byla vzdělaná, výstřední nebo nepolapitelná. Ať už to bylo jakkoli, bylo to důsledkem odchylky ženy od společenských norem, které silně souvisely s morálními očekáváními. V polovině 19. století se například „pro muže ze střední třídy, kteří se snažili vytvořit jiný základ autority, než jaký používala šlechta, stala klíčovou otázkou morální autorita, která se projevovala v moci, kterou muž vykonával nad nukleární nebo buržoazní rodinou, a v jeho schopnosti regulovat sexualitu ženy prostřednictvím její ochrany a zadržování v domácí sféře.“
Tanečnice a kejklířky byly považovány za ženy odchylující se od společenských norem, které očekávají, že se ženy budou držet stranou mužského pohledu, a proto byly označovány za příslušnice třídy „padlých žen“. V Evropě nebyly tanečnice společensky přijatelné a v Arábii nebyly respektovány odhalené ghawazi, které veřejně vystupovaly pro muže.

## Záchrana a rehabilitace
V Londýně po nástupu průmyslové revoluce jejímž efektem byla i rychlá urbanizace, pracovalo velké množství prostitutek, což bylo považováno za velký problém pro město i ženy samotné. Tato situace podnítila snahy o záchranu žen a jejich rehabilitaci, aby se mohly znovu začlenit do společnosti a to zejména ze strany žen ze středních vrstev, vedených buď náboženským přesvědčením či rovnostářskými zásadami či obojím. Některé se snažily o změny legislativy nebo působily ve výborech shromažďujících finanční prostředky pro charitativní iniciativy, které zakládaly pro tyto ženy domovy, dávající za cíl pomoci jim s návratem do „cnostného života”.
Mnohé domovy byly „přísné, trestající a mstivé.” Domov Urania Cottage, který založil a spravoval spisovatel Charles Dickens s pomocí své bohaté, filantropické přítelkyně lady Burdett-Coutts patřil mezi ty „příjemnější“, vedený „s dobrým rozumem a dobrou vůlí”. Premiér William Ewart Gladstone pracoval přímo s padlými ženami a snažil se je zachránit z jejich situace. Se značným rizikem pro svou politickou kariéru vynaložil velké úsilí a množství vlastních peněz a času, přičemž mu pomáhala jeho manželka Catherine Gladstone. V Gladstonových denících je více záznamů o prostitutkách než o politických hosteskách, více zaznamenaných návštěv padlých žen na londýnských ulicích než zaznamenaných účastí na plesech a večírcích zdvořilé viktoriánské společnosti.

Záchranné práce mezi prostitutkami byla také součástí misionářské činnosti Ženský křesťanský svaz za střídmost (Woman's Christian Temperance Union, WCTU), jehož členky rovněž podávaly petice proti alkoholu a opiu. V projevu na Prvním národním sjezdu za čistotu, který v roce 1895 svolala Americká aliance pro čistotu (American Purity Alliance), řekla bojovnice za střídmost a sociální reformátorka WCTU Jessie Ackermann:
Od nepaměti čteme o padlých a vyvržených ženách, což jsou formy řeči, které se používají pouze v souvislosti s naším pohlavím. Podle mého názoru nyní nastal čas, kdy bychom měli stejný termín použít i pro hříšného muže ... Velkou slabinou naší záchranné práce v minulosti byla její jednostrannost. Zabývala se znovuzískáváním žen, zatímco muže míjela.

## V umění a literatuře
Jako skutečný společenský problém i metafora pro umělecké zkoumání neřesti a ctnosti má téma padlé ženy významné místo v umění i v literatuře. V některých případech, jako například u Dante Gabriela Rossettiho a Williama Blakea, vytvořil umělec doprovodná díla v obou formách. Téma pokračuje v historické beletrii, například v knize Johna Fowlese Francouzova milenka.
Spisovatel Charles Dickens kromě své známé kritiky společnosti ve svých románech, jako je David Copperfield, založil a vedl domov pro ženy bez domova Urania Cottage. Nesouhlasil s převládajícím názorem, že žena, která padla tím, že se uchýlila k prostituci, nemůže být vykoupena. Chtěl, aby s takovými ženami bylo dobře zacházeno a byly vyškoleny pro další zaměstnání, musel však nejdříve přesvědčit svou mecenášku, že je možné, aby se padlé ženy vrátily do běžného života.
Postava Ester, která se stane prostitutkou v románu Elizabeth Gaskell Mary Bartonová (1848), je příkladem padlé ženy, která je použita k ilustraci sociálních a politických rozdílů mezi bohatými a chudými ve viktoriánské Anglii. Román se odehrává ve velkém průmyslovém městě ve 40. letech 19. století a „podává přesný a lidský obraz života dělnické třídy ... Esther je představena jako něco jiného než jen špatná dívka; propast, do níž se propadá, je stejnou propastí, která dělí Boháče od Lazara.”
V románu Lva Nikolajeviče Tolstého Vzkříšení z roku 1899 je na počátku příběhu znásilnění osiřelé nevolnice Káti Maslovové bohatým synovcem jejích dvou poručníků/zaměstnavatelů. Tolstoj využívá sled neštěstí, která z jejího těhotenství vyplynou, k napsání kritiky pozdně carské ruské společnosti, přičemž se zaměřuje zejména na justiční a trestní systém, jak je zažívá Káťa a její násilník.

## Ve filmu
Film Magdalene Sisters režiséra Petera Mullana z roku 2002, pod českým názvem Padlé ženy, popisuje příběhy irských dívek – padlých žen, které se ocitly v Magdalénských prádelnách, kde si měly tvrdou prací a bohabojností odčinit své hříchy.